# Spineshank
Spineshank — американская ню-метал-группа, основанная в 1996 году в Лос-Анджелесе. Группа продала более 540 тыс. копий альбомов и выпустила четыре студийных альбома, а также сборник The Best Of.

## История
История группы начинается с того, что выходцы из группы Basic Enigma (вокалист Джонни Сантос, гитарист Майк Саркисян и барабанщик Томми Декер) скооперировались с басистом Робертом Гарсиа и решили создать собственную группу, которую впоследствии нарекли «Spineshank». Записав одно демо, участники вошли в контакт с гитаристом Fear Factory Дино Казаресом и предложили ему послушать получившийся материал. Дино пришёл в восторг от бешеной энергетики Spineshank и предложил музыкантам выступить на разогреве у своей группы в популярном клубе «Whiskey A-Go-Go». Этот концерт послужил началом для серии других «открывашек»[неизвестный термин]: у Coal Chamber, Snot, Soulfly, Sepultura, Danzig, Static-X, System of a Down и других известных коллективов.
В конечном счете, группой заинтересовались деятели из Roadrunner records, и в 1998 году Spineshank обзавелись контрактом. В сентябре вышел их дебютный альбом — Strictly Diesel. В его записи принял участие вокалист Fear Factory Бартон Си Белл, выступивший гостем в заключительном треке альбома (песня «Stain»). Помимо собственного материала группы, альбом также содержал своеобразный кавер знаменитой композиции The Beatles «While My Guitar Gently Weeps». Впрочем, несмотря на активную гастрольную поддержку, особой популярностью среди слушателей он не пользовался.
О Spineshank всерьез заговорили после выхода второго альбома, «The Height of Callousness». Его продюсером стал Гарт Ричардсон (Rage Against the Machine, Kittie), а микшированием альбома занимался Скотт Хамфри (Rob Zombie, Methods of Mayhem). Это был альбом, сочетающий в себе агонию и экстаз. Дебютный альбом, Strictly Diesel, едва удерживал напор агрессивной и тяжелой музыки, которую готов был выплеснуть The Height of Callousness. «Эта запись буквально разрывает ваш мозг» — объясняет Томми Декер (барабанщик группы) — «Это когда вы доходите до точки, где вы уже не чувствуете боли». Гнев, расстройство и депрессия — это и есть The Height of Callousness. Пока Strictly Diesel по звучанию шёл вниз, The Height of Callousness стремительно возвышался, достигая все новых вершин, чувств и интенсивности. Альбом подобен истребителю. Взмывая на первых аккордах «Asthmatic» постепенно переходя в нападение на «The Height of Callousness», снижается на New Disease" и «Synthetic»,садясь с 11 треками, которые отправят тяжелую музыку в штопор. «Эта запись словно радуга» — говорит Джонни Сантос, вокалист группы, — «Сколько не иди, всё равно конца радуги не найти!». Значительную роль в успехе альбома сыграли синглы «Synthetic» и «New Disease», пробившиеся в ТВ и радиоэфир. В 2001 году Spineshank усиленно гастролировали по всему миру, деля площадки с Disturbed, Mudvayne, (hed) P.E. и Orgy. Кроме того, группа приняла участие в таком событии, как Ozzfest. Бесконечные концерты утомили музыкантов и они хотели было отдохнуть, но им пришлось вновь отправляться в студию.
Под руководством того же Ричардсона, группа взялась за нарезку третьего альбома. Вышедший в июле 2003 года Self-Destructive Pattern побил популярность предыдущих релизов и принес команде место в чартах Billboard (89-я позиция). К тому же, трек Smothered был номинирован на премию Grammy в категории «Лучшая метал-композиция 2004». И все бы хорошо, но, как это часто бывает, в коллективе возникли разногласия. Привело это к тому, что в начале 2004 года подал в отставку фронтмен Джонни Сантос, поставив тем самым под сомнение дальнейшее существование Spineshank. Сантос впоследствии основал собственный металкор-проект Silent Civilian. Позже к группе присоединяется Брендан Эспиноза, который заменил Джонни Сантоса на посту вокалиста.
Летом 2008 года вышел сборник The Best of Spineshank, куда вошли лучшие композиции из трёх альбомов. В июле того же года, Джонни Сантос вернулся в Spineshank, чтобы занять место по неназванным причинам покинувшего группу Брендона Эспинозы, а также взять роль второго гитариста в группе. Группа погрузилась в свою студию в Лос-Анджелесе для записи нового материала, и во второй половине года вышел новый сингл «Born Conform Repent».
16 февраля 2016 года, гитарист Майк Саркисян в онлайн-интервью заявил что коллектив сделал всё, что хотел сделать и планов на продолжение деятельности у них нет.

## Состав группы
- Джонни Сантос (англ. Jonny Santos) — вокал, гитара (1996—2004, 2008—2016)
- Томми Декер (англ. Tommy Decker) — ударные, программирование, синтезатор (1996—2016)
- Майк Саркисян (англ. Mike Sarkisyan) — гитара, (1996—2016)
- Роберт Гарсиа (англ. Robert Garcia) — бас-гитара, бэк-вокал (1997—2016)

## Бывшие участники
Брендан Еспиноза (англ. Brandon Espinoza) — вокал (2005—2007)

## Дискография

### Студийные альбомы
- Strictly Diesel (1998)
- The Height Of Callousness (2000)
- Self-Destructive Pattern (2003)
- Anger Denial Acceptance (2012)

### Мини-альбомы
- Synthetic (2000) (EP)

### Сборники
- The Best of Spineshank (2008)

### Синглы
- Shinebox (1998)
- Detached (1998)
- Stovebolt (1999)
- Synthetic (2000)
- New Disease (2000)
- Smothered (2003)
- Nothing Left For Me (2012)

### Саундтреки
- 3000 миль до Грейсленда (3000 Miles to Graceland) (2001), США, песня «New Disease»
- Фредди против Джейсона (Freddy vs. Jason) 2003, США, песни «Beginning of the End», «Slavery»

## Награды и номинации

### Номинации
- 2004 : Грэмми — «Лучшая метал-композиция» — «Smothered»